# جون ديكرسون
جون ديكرسون (بالإنجليزية: John Dickerson)‏ هو صحفي أمريكي، ولد في 6 يوليو 1968 في واشنطن العاصمة في الولايات المتحدة.

## وصلات خارجية
- الموقع الرسمي
- جون ديكرسون على موقع IMDb (الإنجليزية)
- جون ديكرسون على موقع إن إن دي بي (الإنجليزية)
- جون ديكرسون على موقع قاعدة بيانات الفيلم (الإنجليزية)